# Lire Lolita à Téhéran (film)
Pour plus de détails, voir Fiche technique et Distribution.
Lire Lolita à Téhéran (italien : Leggere Lolita a Teheran , hébreu : לקרוא את לוליטה בטהרן) est un film dramatique italo-israélien réalisé par Eran Riklis et sorti en 2024,. Le film est l'adaptation du livre éponyme d'Azar Nafisi.

## Synopsis
Après avoir étudié la littérature anglaise et américaine en Oklahoma et obtenu une licence et une maîtrise, Azar Nafisi retourne en Iran à l'été 1979 avec son deuxième mari, l'ingénieur civil Bijan Naderi, peu avant le début de la révolution islamique. Nafisi s'était engagée dans le mouvement étudiant iranien aux États-Unis et est convaincue qu'elle peut contribuer à la révolution qui renverse le Chah Mohammad Reza Pahlavi. Elle décide d'enseigner à l'université Allameh Tabataba'i, car elle pense pouvoir ainsi résister aux restrictions de plus en plus sévères imposées par le gouvernement. Nafisi se rend compte qu'elle se trompe lorsqu'un jour, à la suite de manifestations étudiantes, l'une de ses étudiantes âgée de 17 ans est arrêtée, emprisonnée puis exécutée.
En 1995, Nafisi abandonne son poste d'enseignante, notamment parce qu'elle refuse de porter le hidjab obligatoire à l'université. Elle invite sept de ses meilleures étudiantes à des conférences et des débats qui ont lieu tous les jeudis matins chez elle. Ensemble, elles analysent et étudient des classiques occidentaux interdits par le régime, notamment Daisy Miller de Henry James, Gatsby le Magnifique de F. Scott Fitzgerald et Lolita de Vladimir Nabokov,.
La dernière partie du film montre Nafisi avec sa famille après son émigration à Washington, D.C.

## Fiche technique
Sauf indication contraire, les informations mentionnées dans cette section peuvent être confirmées par les bases de données cinématographiques IMDb et Allociné,  présentes dans la section « Liens externes ».
- Titre français : Lire Lolita à Téhéran
- Titre original italien : Leggere Lolita a Teheran
- Titre hébreu : לקרוא את לוליטה בטהרן, Likro Lolita Be'Tehran
- Titre persan : لولیتاخوانی در تهران, Lolita khani dar Tehran
- Réalisation : Eran Riklis
- Scénario : Marjorie David, d'après l'œuvre d'Azar Nafisi
- Musique : Yonatan Riklis
- Décors : Tonino Zera
- Costumes : Mary Montalto
- Photographie : Hélène Louvart
- Son :
- Montage : Arik Leibovitch
- Production : Michael Sharfshtein, Marica Stocchi, Moshe Edery, Santo Versace, Gianluca Curti et Eran Riklis
  - Production déléguée : Sharon Harel, Maya Amsellem et Ishay Mor
- Société de production : United King Films, Rai Cinema, Eran Riklis Productions, Topia, Minerva Pictures International et Rosamont
- Société de distribution : Metropolitan FilmExport
- Pays de production :  Italie et  Israël
- Langue originale : persan et anglais
- Format : couleur — 2,39:1 — son 5.1
- Genre : Drame
- Durée : 107 minutes
- Dates de sortie :
  - Italie :
    - 19 octobre 2024 (Rome)
    - 21 novembre 2024 (en salles)

  - Israël : 20 février 2025
  - France : 26 mars 2025

## Distribution
- Golshifteh Farahani : Azar Nafisi
- Zar Amir Ebrahimi : Sanaz
- Mina Kavani : Nassrin
- Bahar Beihaghi : Mahshid
- Isabella Nefar : Manna
- Lara Wolf : Azin
- Arash Marandi : Bijan
- Shahbaz Noshir : le magicien
- Arash Ashtiani : le gardien